# Mohamed Gouasmia
Pas d'image ? Cliquez ici

a Compétitions nationales et continentales officielles uniquement.

b Matchs officiels uniquement.
Dernière mise à jour le 28 mars 2016.
Mohamed Gouasmia, né le 25 août 1976 à Oujda, est un joueur marocain de rugby à XV évoluant au poste de pilier.

## Palmarès
Avec l'AS Montferrand
- Challenge européen :
  - Finaliste (1) : 2004

Avec le CA Périgueux
- Challenge de l'Espérance :
  - Vainqueur (1) : 2009
  - Finaliste (1) : 2007
- Championnat de France de Fédérale 1 :
  - Vice-champion (1) : 2011

## En équipe nationale
Mohamed Gouasmia a fait partie de l'équipe du Maroc, qui a disputé la phase de qualification pour la Coupe du monde de rugby à XV 2007.[réf. nécessaire]